# Filippo Fiorelli
Filippo Fiorelli (Palermo, 19 novembre 1994) è un ciclista su strada italiano che corre per il team VF Group-Bardiani CSF-Faizanè. Professionista dal 2020, ha vinto il Poreč Trophy 2021.

## Carriera
Nato nel 1994 a Palermo, si avvicina al ciclismo relativamente tardi, iniziando a correre a livello agonistico a quasi 20 anni. Gareggia come Under-23/Elite dal 2015 al 2019, prima con la valdarnese Team CP 85, poi con la bresciana Delio Gallina, poi con la reggiana Beltrami TSA Argon 18 e infine per due stagioni con la lucchese Gragnano Sporting Club; ottiene diversi successi, in particolare una tappa al Tour de Bulgarie nel 2016, la Coppa Bologna nel 2018 e il Tour of Albania e la Milano-Rapallo nel 2019, stagione in cui da Elite coglie sette successi.
Negli ultimi mesi del 2019 è stagista alla Nippo-Vini Fantini-Faizanè. A 26 anni, nel 2020, passa professionista con la Bardiani-CSF-Faizanè: in stagione partecipa alla Milano-Sanremo, al Giro di Lombardia e al Giro d'Italia, che conclude al 109º posto. Nel 2021 ottiene il primo successo da professionista, sprintando al Poreč Trophy a Torre, e si piazza terzo nella tappa di Sestola al Giro d'Italia.

## Palmarès
- 2016 (Delio Gallina-Colosio-Eurofeed, una vittoria)

2ª tappa Tour de Bulgarie (Plovdiv > Kǎrdžali)
- 2018 (Gragnano Sporting Club, quattro vittorie)

Trofeo Città di San Giovanni Valdarno
Trofeo Tosco-Umbro
Coppa Bologna
Trofeo Viguzzolo
- 2019 (Gragnano Sporting Club, sette vittorie)[2]

Trofeo Learco Guerra
4ª tappa Tour of Albania (Valona > Saranda)
Classifica generale Tour of Albania
Trofeo Città di Rieti - Trofeo Sant'Antonio
Gran Premio Comune di Cerreto Guidi
Trofeo SS. Addolorata
Milano-Rapallo
- 2021 (Bardiani-CSF-Faizanè, una vittoria)

Poreč Trophy
- 2022 (Bardiani-CSF-Faizanè, una vittoria)

1ª tappa Sibiu Cycling Tour (Brezoi > Sibiu)

### Altri successi
- 2019 (Gragnano Sporting Club)

Classifica a punti Tour of Albania
- 2024 (VF Group-Bardiani CSF-Faizanè)

Classifica intergiro Giro d'Italia
- 2025 (VF Group-Bardiani CSF-Faizanè)

Classifica a punti Giro d'Abruzzo

## Piazzamenti

### Grandi Giri
- Giro d'Italia

2020: 109º
2021: 108º
2022: ritirato (5ª tappa)
2023: 113º
2024: 77º
2025: 89º

### Classiche monumento
- Milano-Sanremo

2020: 111º
2021: 47º
2022: 29º
2025: 69º
- Giro di Lombardia

2020: ritirato
2021: ritirato

### Competizioni mondiali
- Campionati del mondo gravel

Veneto 2022 - Elite: 110º